# マリー・カジミール・ド・ラ・グランジュ・ダルキアン
マリー・カシミール・ルイーズ・ド・ラ・グランジュ・ダルキアン（Marie Casimire Luise de la Grange d'Arquien, 1641年6月28日 - 1716年1月1日）は、ポーランド王ヤン3世ソビエスキの王妃。ポーランド語名ではマリア・カジミェラ（Maria Kazimiera）と呼ばれ、マリシェンカ（Marysieńka）の愛称で知られた。

## 生涯
フランスの貴族アンリ・アルベール・ド・ラ・グランジュ・ダルキアン侯爵の娘として、ヌヴェールで生まれた。5歳の時、ポーランド王ヴワディスワフ4世へ輿入れするルドヴィーカ・マリア・ゴンザーガに侍女として同行し、ポーランドへやってきた。1656年に宮廷へやってきたヤン・ソビエスキと出会うが、2年後マリーは共和国最有力の貴族の一人であるキユフ県知事ヤン・ソビエパン・ザモイスキと結婚した。ザモイスキと1665年に死別すると、同年7月にヤン・ソビエスキと再婚した。
1672年にヤン・ソビエスキはポーランド王に選出されるが、マリーの影響なしには叶わなかったといわれる。ポーランド王妃として、マリーはフランスの親族が特権を得られるようルイ14世に要求し、またフランスとの同盟関係締結に奔走した。ヤンとマリシェンカの仲睦まじさは、1665年から1683年の間に交わした多くの恋文によって知られている。ヤンの戦争による不在、マリーの私的パリ訪問などの間に書かれたもので、2人の死後に出版された。
夫が晩年になって長男ヤクプ・ルドヴィクを後継の国王にしようと画策し始めると、マリシェンカはこれに反対し、娘婿のバイエルン選帝侯マクシミリアン・エマヌエルを支持したが、新王に選ばれたのはザクセン選帝侯フリードリヒ・アウグスト（アウグスト2世）であった。マリシェンカは1716年、母国フランスのブロワで亡くなった。

## 子女
マリア・カジミェラは1658年にヤン・ソビエパン・ザモイスキと結婚し、娘を2人もうけたが、1665年に死別した。子供たちはいずれも夭折した。
- ルドヴィカ（1659年）
- カタジナ（1660年 - 1662年）

1665年に王冠領宮内長官（後にポーランド王）のヤン・ソビェスキと結婚し、8人の子供をもうけたが、うち4人が夭折した。
- ヤクプ・ルドヴィク（1667年 - 1737年）…1691年、プファルツ選帝侯フィリップ・ヴィルヘルムの娘ヘートヴィヒと結婚
- テレサ・テオフィラ（1670年）
- アデライダ・ルドヴィカ（1672年 - 1677年）
- マリア・テレサ（1673年 - 1675年）
- テレサ・クネグンダ（1676年 - 1730年）…1695年、バイエルン選帝侯マクシミリアン2世エマヌエルと結婚
- アレクサンデル・ベネディクト（1677年 - 1714年）
- コンスタンティ・ヴワディスワフ（1680年 - 1726年）
- ヤン（1683年 - 1685年）